# Town Gut
Town Gut – zatoka (gut) rzeki West River of Pictou w kanadyjskiej prowincji Nowa Szkocja, w hrabstwie Pictou; nazwa urzędowo zatwierdzona 13 września 1974.